# 粵運交通
廣東粵運交通股份有限公司，簡稱广东粵運交通股份、广东粵運交通、粵運交通，以及广东南粤（英語：Guangdong Nan Yue Logistics Company Limited，港交所：3399），為廣東省交通集團旗下的子公司，在1999年由廣東省人民政府成立，前身為「广东南粤物流股份有限公司」，之後在2000年，和另外企業組成廣東省交通集團有限公司，投资开发交通网络，投资交通运输业、公路服务业；机电工程的安装和综合技术服务；建筑材料、货物运输服务：在广州市经营内贸航线船舶、货物运输代理及广州至香港、澳门航线的代办运输手续，代办货物中转，代办组织货源业务，经营和代理各类商品和技术的进出口，但国家限定公司经营或禁止进出口的商品技术除外。
在2005年10月26日，在香港交易所主板上市，前身為「广东粤迪交通有限公司」。香港及廣東總部分別位於香港金鐘夏愨道16號遠東金融中心45樓4502室，以及中國廣州市機場路1731-1735號8樓。至於董事長為禤宗民，總經理為湯英海
。
2012年9月23日以總代價4.48億元（人民幣．下同）向大股東廣東省交通集團收購廣東省汽車運輸集團全部股權，南粵物流將以三間子公司股份及發行次級永久可換股債券作為代價支付收購款項。
是次交易中，南粵物流將向大股東轉讓廣東新粵71%股權、廣東東方思維的51%股權及廣東南粵物流國際90%股權。

## 外部連結
- SouthChina-Logistics.com